# Last Period
Last Period: The Story of an Endless Spiral (ラストピリオド~終わりなき螺旋の物語~ Rasuto Piriodo: Owarinaki Rasen no Monogatari) (ラストピリオド~終わりなき螺旋の物語~ Rasuto Piriodo: Owarinaki Rasen no Monogatari)  là một trò chơi online nhập vai miễn phí  được phát hành bởi Happy Elements. Nó được phát hành tại Nhật Bản vào tháng 5 năm 2016 cho các thiết bị Android và iOS. Trò chơi sẽ được chuyển thể thành anime bởi công ty J.C.Staff từ ngày 12 tháng 8 tới ngày 28 tháng 6 2018.

## Nhân vật
Haru (ハル)
Lồng tiếng bởi: Natsuki Hanae
Choco (ちょこ Choko)
Lồng tiếng bởi: Yukari Tamura
Liza (リーザ Rīza)
Lồng tiếng bởi: Mika Kikuchi
Gajeru (ガジェル)
Lồng tiếng bởi: Ayumu Murase
Erika (エーリカ Ērika)
Lồng tiếng bởi: Ai Kakuma
Campanella (カンパネルラ Kanpanerura)
Lồng tiếng bởi: M.A.O
Miu (ミウ)
Lồng tiếng bởi: ?
Gilled (ジレッド Jireddo)
Lồng tiếng bởi: Yamato Kinjo
Noin (ノイン)
Lồng tiếng bởi: Reina Ueda
Iona (イオナ)
Lồng tiếng bởi: Ai Kayano
Mizaru (ミザル)
Lồng tiếng bởi: Sayaka Harada
Kikazaru (キカザル)
Lồng tiếng bởi: Akari Kitō
Iwazaru (イワザル)
Lồng tiếng bởi: Ayumu Mano
Guru (グル)
Lồng tiếng bởi: Shiori Izawa

## Các phương tiện truyền thông
Trò chơi sẽ được chuyển thể thành anime bởi công ty J.C.Staff từ ngày 12 tháng 8 tới ngày 28 tháng 6 2018.. Opening của bộ phim là "Yokubari Dreamer" (欲張りDreamer Greed Dreamer) bởi Natsuki Hanae và Me Tamura, và ending là Waizuman no Tēma (ワイズマンのテーマ Wiseman Theme) bởi Wiseman, một nhóm bao gồm Sayaka Harada, Akari Kitō, và Ayumu Mano dưới tên nhân vật của mình. Series bao gồm 12 tập.
| Số tập | Tên tập phim                            | Ngày phát sóng           |
| ------ | --------------------------------------- | ------------------------ |
| 1      | "Ryō no Oshirase" (了のお知らせ)        | ngày 12 tháng 4 năm 2018 |
| 2      | "Onsen aratame" (温泉改)                | ngày 19 tháng 4 năm 2018 |
| 3      | "Sono higurashi" (その日暮らし)         | ngày 26 tháng 4 năm 2018 |
| 4      | "O zeru mochi" (おゼル持ち)             | ngày 3 tháng 5 năm 2018  |
| 5      | "Numa no na wa." (沼の名は。)           | ngày 10 tháng 5 năm 2018 |
| 6      | "Kamen no Kokuhaku" (仮面の告白)        | ngày 17 tháng 5 năm 2018 |
| 7      | "Ani maru tomodachi" (あにまるトモダチ) | ngày 24 tháng 5 năm 2018 |
| 8      | "Mizugi kai" (水着貝)                   | ngày 31 tháng 5 năm 2018 |
| 9      | "Bōchō suru ginga" (膨張する銀河)       | ngày 7 tháng 6 năm 2018  |
| 10     | "Wa piere kai" (はぴえれ怪)             | ngày 14 tháng 6 năm 2018 |
| 11     | "Kakū no Hanashi" (架空の話)            | ngày 21 tháng 6 năm 2018 |
| 12     | "Last Period" (ラストピリオド)          | ngày 28 tháng 6 năm 2018 |

## Tiếp nhận
Trò chơi đã đạt 5 triệu lượt tải xuống tại Nhật Bản.